# Донская улица (Санкт-Петербург)

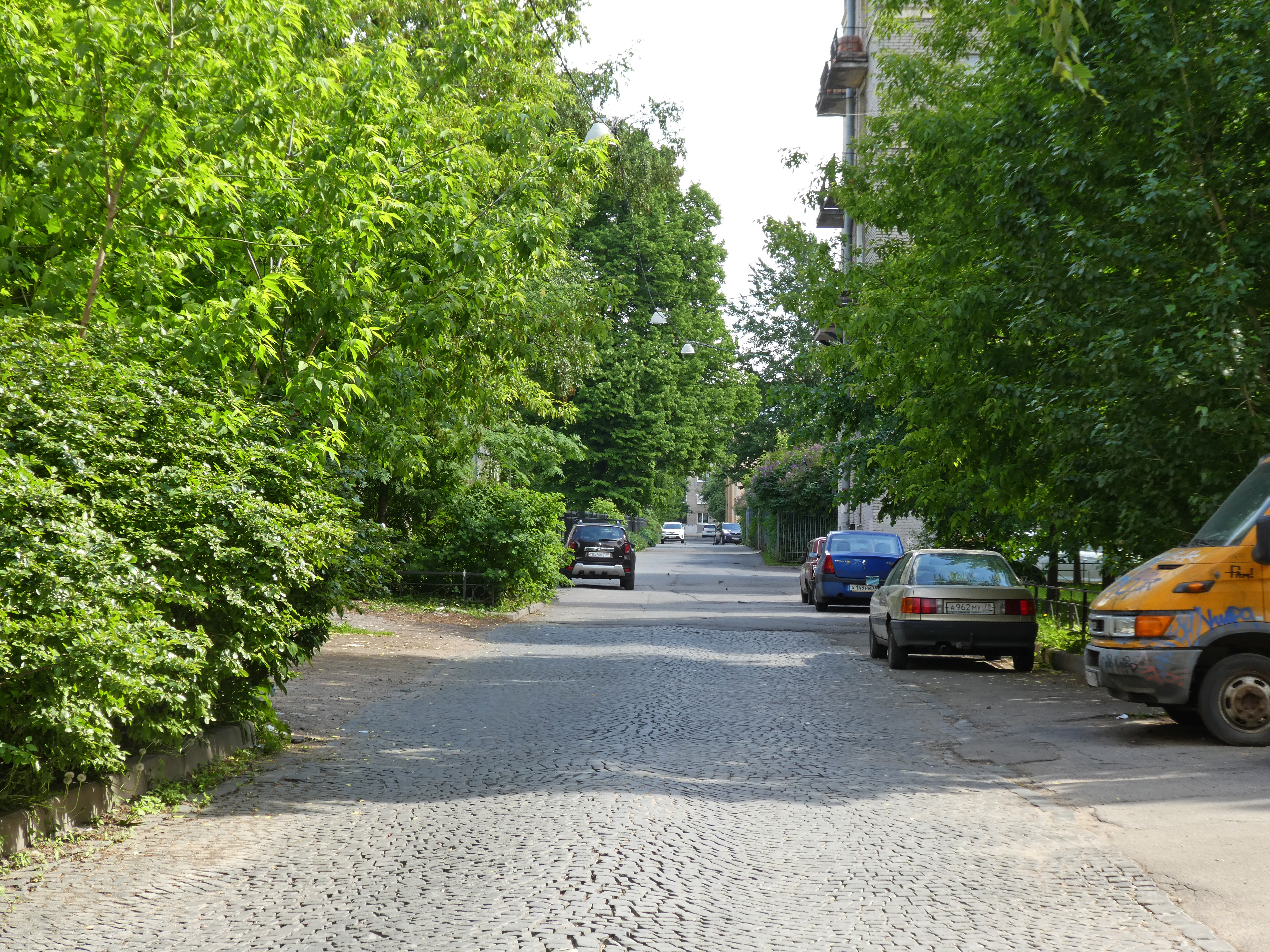
Брусчатка на Донской улице

Донска́я улица — улица в Василеостровском районе Санкт-Петербурга. Проходит от Малого проспекта Васильевского острова до Неманского переулка.

## История
Первоначальное название Узинькая слободка известно с 1785 года. Встречались варианты Узенькая слободка и Грязный переулок.
Современное название Донская улица присвоено 14 июля 1859 года по реке Дон, в ряду других проездов на Васильевском острове, названных по рекам России.

## Достопримечательности
- Сад Веры Слуцкой между 15-й линией и чётной стороной Донской улицы
- Историческое мощение брусчаткой в северо-западной части улицы (близ Малого проспекта)

## Транспорт
Ближайшая станция метро — «Василеостровская».
Движение наземного общественного транспорта по улице отсутствует; подвоз пассажиров поблизости от нужных локаций улицы обеспечивают маршруты, проходящие по 16 и 17-й линиям, Малому и Среднему проспектам.